# Friedrich Stahl
Albert Gottfried Friedrich Stahl (14 de junio de 1889 - 19 de diciembre de 1979) fue un oficial alemán en el ejército de la Alemania Nazi. Alcanzó el grado de teniente general y comandó la 714.ª División de Infantería entre el 2 de mayo de 1941 y el 31 de diciembre de 1942.

## Biografía
Stahl nació el 14 de junio de 1889 en Darmstadt. En 1909, se incorporó al Ejército prusiano, el 14 de septiembre de 1914 se le concedió la Cruz de Hierro de 2.ª clase. Luchó en la I Guerra Mundial por Alemania.
Stahl fue Comandante de Regimiento (Regimentskommandeur) durante la invasión nazi de Polonia. Después, durante la batalla de Francia fue nombrado al estado mayor del 16.º Ejército. En junio de 1942 fue enviado a los Balcanes como comandante de la 714.ª División de Infantería para llevar a cabo operaciones anti-partisanas. Dirigió la Ofensiva de Kozara, una operación contrainsurgencia que dañó gravemente las fuerzas partisanas.
En 1945, fue hecho prisionero de guerra por el Ejército de EE. UU. Fue interrogado en los Juicios de Núremberg como testigo.